# 通惠街道 (眉山市)
通惠街道，是中华人民共和国四川省眉山市东坡区下辖的一个乡镇级行政单位。

## 行政区划
通惠街道下辖以下地区：
庄店社区、平春社区、先锋社区、城南社区、瓦窑社区、新村社区、杭州路社区、快乐社区和崇义社区。